# Epistola preoptima in illos
Epistola preoptima in illos (pol. List wielce uprzejmy do owych [godnych mężów]) – średniowieczny rymowany list w języku łacińskim, zawierający prośbę krakowskich żaków  o wsparcie.
Rękopis utworu znajduje się w Bibliotece PAU w Krakowie. Utwór zanotowany został w 1508 (data umieszczona na końcu wiersza), powstał jednak prawdopodobnie wcześniej. Z treści utworu nie wynika, czy powstał on w Polsce, brak jednak jego odpowiednika w obcych źródłach. Podobny tekst został natomiast zanotowany po 1451 we Wrocławiu przez żaków szkoły parafialnej Bożego Ciała.
List, ułożony prozą rymowaną, rozpoczyna się incipitem: „O domini digni, venerabiles atque benigni” („O, panowie godni, we wszelkiej pomocy niezawodni”). Składa się w 20 wersów, częściowo leoninów. Język utworu jest dość urozmaicony stylistycznie, zawiera m.in. wyszukane zwroty do adresów, przenośnie i synonimy.
Utwór należy do gatunku listów roznoszonych i recytowanych przez żaków w zamożnych domach, czasami podkładanych pod drzwiami lub wręczanych potencjalnych darczyńcom. Zawiera prośbę o wsparcie, przedstawia nędzę i głód wśród studentów, przypomina o nagrodzie Bożej dla osób wspierających ubogich. Utwór kończy się parodią eschatokołu, czyli uroczystego zakończenia dokumentu, stosowanego w pismach dostojników: „Pisało i działo w czwartym kącie / z naszą pieczęcią na froncie” (może to być jednak późniejszy dopisek).